# Hymenasplenium basiscopicum
Hymenasplenium basiscopicum är en svartbräkenväxtart som först beskrevs av Robbin C. Moran och Sundue, och fick sitt nu gällande namn av L.Regalado och Prada. Hymenasplenium basiscopicum ingår i släktet Hymenasplenium och familjen Aspleniaceae. Inga underarter finns listade.